# Энглерт, Мацей
Мацей Энглерт (пол. Maciej Englert; род. 17 февраля 1946) — польский театральный режиссёр; актёр театра, кино и телевидения; директор театров.

## Биография
Мацей Энглерт родился в Сосновце. Режиссёрское и актёрское образование получил в Государственной высшей театральной школе (теперь Театральная академия им. А. Зельверовича в Варшаве), которую окончил в 1968 году. Режиссёр и директор театров в Щецине и Варшаве. Режиссёр и актёр «театра телевидения», режиссёр «театра Польского радио».
Его брат — актёр Ян Энглерт, жена — актриса Марта Липиньская.

## Избранная фильмография
- 1970 — Колумбы / Kolumbowie (только в 5-й серии)
- 1970 — Приключения пса Цивиля / Przygody psa Cywila (только в 5-й серии)
- 1971 — Золотой Круг / Złote Koło
- 1971 — Болеслав Смелый / Bolesław Śmiały
- 1971 — Бриллианты пани Зузы / Brylanty pani Zuzy
- 1972 — Дьявол / Diabeł
- 1975 — Ярослав Домбровский / Jarosław Dąbrowski
- 1976 — Дагни / Dagny

## Признание
- 1978 — Заслуженный деятель культуры Польши.
- 1978 — Награда за режиссуру — XVIII Калишские театральные встречи.
- 1988 — Премия Общества польско-советской дружбы имени В. Л. Василевской.
- 1987 — Кавалерский крест Ордена Возрождения Польши.
- 1987 — Награда Министра культуры и искусства ПНР 1                                                        -й степени.
- 1989 — Почётный диплом Министерства иностранных дел ПНР.
- 2010 — Золотая медаль «За заслуги в культуре Gloria Artis».